# Eremaula ptilopleura
Eremaula ptilopleura är en fjärilsart som beskrevs av Turner 1942. Eremaula ptilopleura ingår i släktet Eremaula och familjen nattflyn. Inga underarter finns listade i Catalogue of Life.